# Américo Ribeiro
Américo Augusto Ribeiro (Setúbal, 1 de janeiro de 1906 — 10 de julho de 1992) foi um fotógrafo português.
Iniciou o seu contacto com a arte fotográfica através do proprietário de um estúdio fotográfico de Setúbal, Alberto Sartoris, em cuja montra, em 1922, expôs as suas primeiras fotografias.
O acolhimento do seu trabalho levou-o a iniciar um percurso, que nunca mais abandonou, de registo fotográfico da cidade, da sua vida, dos seus monumentos, e dos seus eventos sociais, políticos e desportivos.
A par disso desenvolveu atividade comercial como fotógrafo, com um estúdio em Setúbal, no n.º 9 do Largo da Conceição (Foto Cetóbriga: 1936-1984) e outro em Sesimbra, na Rua Cândido dos Reis (Foto Ameri: 1960-1979).

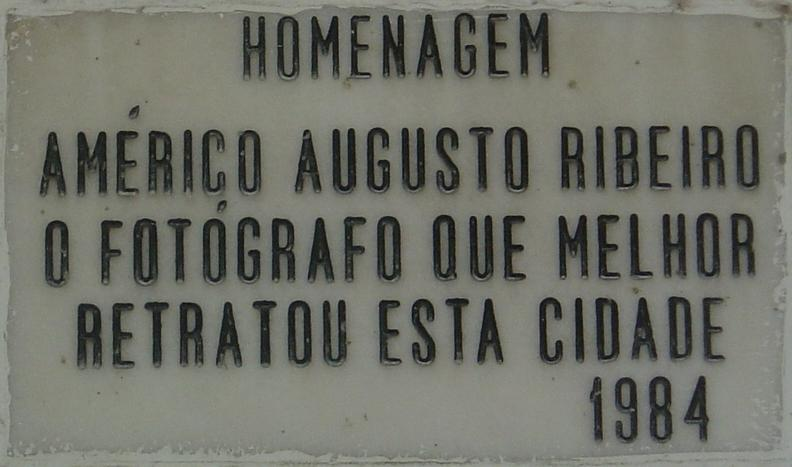
Placa comemorativa: Setúbal.

## Repórter fotográfico
Em 1927 publica a primeira fotografia no jornal O Setubalense e em 1929 torna-se correspondente fotográfico em Setúbal do jornal Diário de Notícias.
Colaborou como fotógrafo em jornais e revistas como A Bola, Correio da Manhã, Diário de Lisboa, Flama, A Indústria, Mundo Desportivo, Norte Desportivo, Notícias Ilustrado, O Século (Portugal), Record, Stadium e A Ribalta.

## Algumas exposições
- Américo Ribeiro: um fotógrafo da cidade. Salão Nobre dos Paços do Concelho de Setúbal, 1981.
- Aspectos de Setúbal. Feira de Sant'Iago, Setúbal, 1982.
- Presépios tradicionais. Museu de Arqueologia e Etnografia do Distrito de Setúbal. 1982.
- O mar, a terra e as gentes. Sesimbra. 1983.
- Convidado especial  no I Encontro Nacional de Fotografia, Lisboa, 1983.
- Américo Ribeiro: uma antologia setubalense. Casa de Bocage, Setúbal. 1989.
- Américo Ribeiro: Pioneiro do fotojornalismo. Museu do Trabalho Michel Giacometti, Setúbal. 1996

## Arquivo Fotográfico Américo Ribeiro
O espólio fotográfico de Américo Ribeiro, constituído por 142 mil espécimes, encontra-se depositado no Arquivo Fotográfico Américo Ribeiro, da Câmara Municipal, instalado na Casa de Bocage, edifício onde nasceu o poeta setubalense Manuel Maria Barbosa du Bocage e onde funciona um espaço museológico dedicado ao poeta.
O espólio encontra-se a ser objeto de registo, tratamento, e identificação.

## Arquivo Fotográfico de Sesimbra
Uma parte do espólio fotográfico de Américo Ribeiro referente à vila de Sesimbra encontra-se depositado nos arquivos fotográficos do Município de Sesimbra.

## Álbuns fotográficos publicados

### Em vida
- RIBEIRO, Américo (fot). ANJOS, Carlos (texto). Américo Ribeiro: um fotógrafo na cidade. Setúbal, Câmara Municipal de Setúbal, 1986.
- RIBEIRO, Américo (fot). LOPES, Madureira (legendagem); ADÃO, Cabral (texto introdutório); ANJOS, Carlos (biografia); PEREIRA, Fernado António Batista (colab.). Setúbal d'outros tempos : um tesouro guardado. Setúbal : [s.n.], 1992.

### Postumamente
Após a morte de Américo Ribeiro, foram publicados alguns álbuns com base no seu riquíssimo espólio:
- RIBEIRO, Américo (fot). MARQUES, António Costa (org). MARTINS, Manuel da Silva (pref.). Setúbal: imagens da história religiosa no século XX: álbum fotográfico comemorativo da criação da Diocese de Setúbal (1975-1995). Setúbal : Diocese de Setúbal, 1995. ISBN 972-96719-0-7.
- RIBEIRO, Américo (fot).  Imagens de Palmela (1938-1952). Palmela : Câmara Municipal de Palmela, 2001.[6] ISBN 972-8497-13-X.
- RIBEIRO, Américo (fot); LOPES, Madureira (coord.). Américo Ribeiro todos os dias. Setúbal, Livraria Hemus, 2006. ISBN 972-98287-2-5
- ALDEIA, João Augusto; RIBEIRO, Américo (fot). Sociedade Musical Sesimbrense : 100 anos ao serviço da cultura. Sesimbra : Câmara Municipal de Sesimbra : Sociedade Musical Sesimbrense, 2016. ISBN 978-989-8804-03-7.
- RIBEIRO, Américo; PEIXOTO, Rui Manuel (org.); ALMEIDA, Luís Miguel Mendes Vieira (org.). Azeitão vista por Américo Ribeiro. Azeitão : Junta de Freguesia de Azeitão, 2017.

## Distinções
- Medalha de Ouro da Cidade de Setúbal, atribuída pela Câmara Municipal de Setúbal em 1981.
- Medalha de Honra da Cidade de Setúbal, na classe de Cultura, atribuída pela Câmara Municipal em 1985.
- Medalha de Mérito Distrital do Distrito de Setúbal, atribuída em 1991.